# الشيعة في إندونيسيا

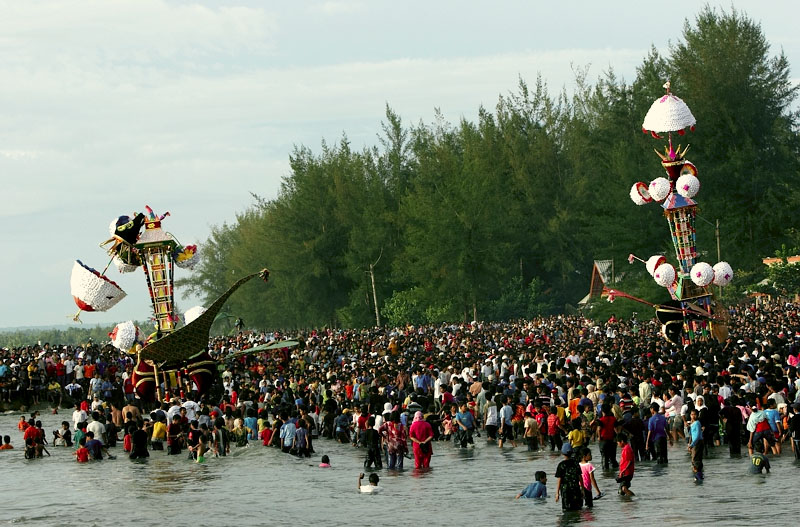
تجمع شيعة أندونيسيا في باريامان في سومطرة الغربية يوم عاشوراء.

يتراوح عدد الشيعة في إندونيسيا بحوالي مليون نسمة، يتركزون معظمهم حول جاكرتا، كما يتواجدون في مناطق جاوة ومادورا وسومطرة. يواجه المسلمون الشيعة التعصب والاضطهاد المتزايد من قبل الجماعات الإسلامية المتطرفة.

## تاريخهم
بدأ تاريخ الشيعة في أندونيسيا، بدخول بعض أحفاد علي ابن الامام جعفر الصادق مع اهلهم وذويهم إلى هذه الجزر في القرن الرابع الهجري. وهم كانوا من أبناء محمد بن علي وأبناء الحسن بن علي، حيث هاجروا إلى هذه المناطق بحثا عن مكان آمن، وقد كان على رأسهم احمد بن عيسى بن محمد بن علي بن الامام /جعفر الصادق/ الذي يلقب بالمهاجر فاستقروا هناك وصاروا من أهلها وتزوج الكثير منهم الأميرات من بنات الملوك والامراء حتى توصل بعضهم إلى رتب عالية. وقد كانت باندا آتشيه عاصمة مقاطعة آتشيه بشمال سومطرة المركز الأصلي للشيعة في اندونيسيا ومنها انتشر التشيع إلى كثير من المقاطعات الاندونيسية.

## تواجدهم ومجتمعاتهم
هناك أقلية من الحضارم يتبعون المذهب الشيعي، وهم أندونيسيون من أصل عربي، وعلى رغم من أنها أقلية صغيرة لكنها متزايدة. وهناك مجموعات شيعية أخرى في باريامان وبنغكولو في سومطرة وسيجلي في آتشيه يدعون أن نسبهم يصل إلى سيبوي الهندي. يتواجد الشيعة في اندونيسيا في مناطق جاكارتا العاصمة وباندونغ وسورابايا ومالانغ وسومطرة وسولاويزي وسامبانغ وكليمنتان وجمبي ويوغياكارتا. وفي مدينة كوالا يوجد عدد كبير من السكان الشيعة، وقد انشأت الحكومة الاندونيسية بعد استقلال إندونيسيا جامعة شيعية في هذه البلدة تخليداً لها وسمتها جامعة شيعة كوالا.

## اضطهادهم
في عام 2010 أشار تقرير لجنة الولايات المتحدة للحرية الدينية الدولية للكونغرس الأمريكي إلى الهجمات التي تقع ضد الطوائف الشيعية في إندونيسيا، لا سيما في جاوا الشرقية ومادورا عام 2008. كما سجلت منظمة العفو الدولية العديد من حالات التخويف والعنف ضد الأقليات الدينية في إندونيسيا من قبل الجماعات الإسلامية المتطرفة، وحثت الحكومة الإندونيسية على توفير الحماية لمئات من الشيعة الذين أجبروا للعودة إلى قريتهم في جاوة الشرقية.
في 29 ديسمبر 2011، في قرية نانغكرنانغ، في سامبانغ، في جزيرة مادورا، أحرق أهل القرية المحليون وأشخاص من خارج القرية مدرسة داخلية شيعية ومنزل مستشار المدرسة. بعد يوم من الحادث، قال أحد رجال الدين السُنة المتطرفين في جاكرتا: «كان هذا الحادث بسبب خطأ الشيعة، حيث أسسوا المدرسة في منطقة سنية. وخطأهم الأكبر، هو اعتناق المذهب الشيعي، فالدين الحقيقي عند الله هو السُنة، فإذا أراد الشيعة العيش في سلام، فعليهم أن يتوبوا ويتحولوا».